# 君たちに明日はない
『君たちに明日はない』（きみたちにあすはない）は垣根涼介の小説、およびそれを題材にした漫画作品、テレビドラマである。

## 概要
作者である垣根涼介が自分のサラリーマン時代の体験を重ねて、リストラに悩む人間たちの苦悩や、それをどうやって乗り越えていくかを描く。
元々は『CHOKER（チョーカー）』のタイトルで小説新潮に連載されていたものをまとめ、2005年3月に上梓、その年の第18回山本周五郎賞を受賞した。当時は「『ワイルド・ソウル』など冒険小説の作者がなぜサラリーマン小説を？」と、戸惑いの声が多かったが、その後2007年9月に刊行されたシリーズ第2作『借金取りの王子』で人気を博し、第3作『張り込み姫』、第4作『勝ち逃げの女王（文庫化の際に『永遠のディーバ』に改題）』と続いて刊行され、著者を代表するシリーズとなる。
2014年5月発売の『迷子の王様』でシリーズ完結となった。

## 各エピソードのあらすじと登場人物

### 第1巻「君たちに明日はない」

#### 怒り狂う女
森松ハウス
東証二部上場の建材メーカー。
芹沢陽子
#主要登場人物を参照のこと。

#### オモチャの男
バカラ株式会社
1954年創業。東証二部上場の玩具メーカーで、従業員数は250人。かつては『人生シミュレーションゲーム』などのヒット作を飛ばしていたが、1980年代のファミコンブームに乗り遅れてからは業界では取り残されている。そしてついに五ヵ年計画としてリストラが始まり、作中では最終年度に当たる年度のリストラを真介の会社が手掛けることとなった。
緒方紀夫
37歳。富山県出身。開発二課の研究主任。会社での開発実績としては25歳で『ウンコくん』というミニマスコットを開発し、29歳で『与作とウメ』という極貧百姓のペアフィギュアを作っている。両作品とも大ヒットを飛ばし、30歳にして研究主任に昇格するが、それ以降はヒット作に恵まれず、部下の管理能力も最低レベルと評される。真介の目からすれば、風采は上がらずファッションセンスも非常に独特。コミュニケーション能力にも乏しく、非常に子供っぽい。退職勧奨の面接を受けている時も当初は全く事態が理解できず他人事のように構えていた。結果的には開発部長に直訴し、降格と減給処分を受け入れ、バカラに残ることとなった。

#### 旧友
ひかり銀行
旧財閥系の『安井銀行』と『三友銀行』が合併して誕生した。出資比率は安井銀行が51%、三友銀行が49%のため旧三友銀行の行員は冷遇されている。資本金は5200億円、総資産は93兆5700億円。行員数も24000人というメガバンクである。このうち為替電信部が人員削減の対象となった。
池田昌男
真介の高校時代の同級生。ひかり銀行の為替電信部に勤務しているが、上司である部長と衝突してしまう。学業優秀で一橋大学経済学部卒業。卒業後三友銀行に就職し、支店の渉外課と融資課を渡り歩き、本店の企業精査部に配属される。この企業精査部こそ池田の志望であったが、合併後は『部』から『課』に格下げされ、権限が縮小された。さらには旧安井銀行の行員と衝突してしまい、現在の部署に異動となる。真介とは同級生ではあるが、親しくはなくむしろ嫌悪感を抱いていた。退職するかどうか思い悩んだ結果、山下（後述）の勤める会社に転職することを決意する。
山下隆志
真介の高校時代の同級生。高校二年生の時に転校し、真介と知り合った。趣味がバイクという点で馬が合った。しかし学業成績は振るわず東京の太平洋あけぼの大学（山下曰く「壮大なるバカ大学」）に進学し、同大学を卒業。だがその個性的な性格が採用面接で受けが良かったのか名門・五菱銀行に就職する。学歴がものを言う銀行業界では全く出世が望めず、就職後まもなくやる気を失い、外回りの営業も怠るようになりクビになりかけた。だが融資課の窓口に配属されたところ意外な才能を発揮し、融資先の回収率が100%近くにもなり、仕事ぶりを認められ副支店長にまで昇進する。しかし、これ以上の昇進は望めないとして、ヘッジファンド『ジャパンキャピタル』に転職した。
後に「みんなの力」や「勝ち逃げの女王」などにも登場する。

#### 八方ふさがりの女
T・スタッフ株式会社
トヨハツ自動車株式会社の100%出資子会社。かつてはトヨハツ自動車の広報部門であったが、分離独立する形で成立した。従業員数は80名。親会社の方針転換により、従業員削減を余儀なくされる。
飯塚日出子
28歳。愛知県瀬戸市出身。高校卒業後トヨハツ自動車の広報部門に就職した。高校時代は女子自由形の100メートルで全国9位という実績を持ち、トヨハツ自動車には水泳の実業団の選手として採用される。しかし選手としては芽が出ず、社業に専任するが、リストラの対象となった。小倉弘彦という恋人がいるが、勤め先こそ良いものの甲斐性がない上に頭も弱く、イライラしている。愛知県民としてのプライドも非常に高く、標準語を「関東弁」と呼んで蔑む。他人に対しても小馬鹿にする態度を取り、とんちんかんなことを聞いてきた客に対しては心の中で名古屋弁で毒づく。実家の両親は瀬戸市で味噌カツ屋を経営しており、その店の従業員に惚れられている。退職して実家に戻るか、会社にとどまるかを迫られ、熟慮の末会社にしがみつくことを選択する。

#### 去り行くもの
音楽プロダクション（社名は登場していない）
従業員15名、資本金約3000万。専属の音楽プロデューサーが6名在籍している。しかし、在籍しているプロデューサーの内2人が以前より犬猿の仲で、いよいよ会社が空中分解寸前にまでなろうとしていた。プロダクションの社長がどちらかをリストラしようにも、創業期からのメンバーであること、社長直々にリストラを行うと組織に亀裂が入る危険性が発生するため、真介の意見を参考にどちらを切るか決定することになった。面接対象となる石井と黒川は両者とも売り上げや粗利などの数字上はほぼ互角。また、両者は結果如何に関わらず、退職を受け入れることに同意している。
石井
知的な顔つきをしており、新人発掘は不得手であるが、コンスタントにそこそこの数字を出している。実績のあるミュージシャンであれば、それに合わせたプロデュースを行なう。一方、それ相応の実力を持っていたとしても新人のプロデュースにはかなり消極的で、「新人を売れさせるのは費用対効果や確率的に見ても見合わないし、売れる人は売れる」という消極的な思考の持ち主。売れなかったり、売れずに引退したミュージシャンについても、それはその人の自己責任であり自分が関与するところではないと考える。あくまでも音楽はビジネスであるため、安定した売上・利益を出すことが最優先であるという姿勢を明確に打ち出している。
黒川
髭面で獰猛そうな顔つき。プロデューサーとしてはかなり売り上げにばらつきがあり、大ヒットを飛ばしたかと思いきや、大コケしたりと安定していない。言動も強気で、もはやチンピラと言っても差し支えない程である。面接時にも自分の考えを一方的にまくしたてるなど口は悪いが、どんな相手であっても情熱的にプロデュースするため、プロデュースされたミュージシャンは黒川を全面的に支持し、アンケート結果では黒川に残って欲しいという結果が出る。この結果を受けて、石井が会社を去ることとなった。

### 第2巻「借金取りの王子」

#### 二億円の女
南急百貨店
電鉄系の百貨店で、新宿に本店を構える東証一部上場企業。支店数は全国に11店舗あり、社員数は2300名、売上高は2300億円。人員削減の対象となるのは外商部（訪問営業）の100名の社員。この外商部自体の売上は100億円、単純計算で1人当たりの売上は1億円となり、一見好調に見えるがそれ相応の営業経費がかかっている上、この外商部に配置される人員はおよそ優秀な人材とは言えない者ばかりで、会社にとってはお荷物の部署となっていた。
倉橋なぎさ
早稲田大学卒。大学時代に別の百貨店でアルバイトをしていた経験があり、それが楽しかったため、南急百貨店に新卒で入社した。研修後に外商部に配属となり、四半期で500万円のノルマをこなす。当初はやりがいを感じていたが、年を経るごとにノルマが増えていき、仕事への情熱を失っていった。そして遂に2億円のノルマを課せられたが、やればやった分だけ数字が上乗せされるので、部署内ではノルマの押し付け合いが始まっていた。社内での評価も極めて高いため、退職勧奨の面接を形だけ受けることになる。しかしいざ面接を受けるとこれまでの辛い思い出が去来し、退職を決意しようとするが、人事部長からの引き留めを受けて、百貨店の婦人服部門に転属されることになった。

#### 女難の相
東京安井生命
大手の生命保険会社。総資産27兆6000億円、従業員数は8万人、収入保険料3兆3500億円、資産運用益6800億円、経常利益は2700億円。
松本一彦
福島県相馬郡田代村出身。東北大学文学部卒。東京安井生命の社員で本社システム開発部に所属。年齢は36歳、役職は係長。独身で年収は1050万。中学校時代から極度の女性恐怖症で、大学も女性恐怖症を克服するため文学部に進学した。大学時代は合コンなどを通じて女の子と接点を持つことができ、大学二年時に女学生と肉体関係を持つに至る。だが、相手の女学生がこのことを友人に吹聴していたため、女性恐怖症に一層拍車がかかってしまう。女性恐怖症を克服しなければならないと考えた松本は、保険外交員と接点を持てる上、給料も良い生保はまさに就職先としてうってつけと考え、東京安井生命に就職した。入社から5年目の内に、証券アナリストと司法書士の資格を取得し、30歳までは順調にキャリアを積んでいったものの、配属された北九州営業所で保険外交員との人間関係に思い悩み、異動願いを出し、自らキャリアに事実上のピリオドを打ってしまう。以後本社勤務となるが、これと言った実績を出せずにいた。社内での評価はそう悪くはなく、人柄も良いとされている。激しい出世競争の中、他人に対して嫉妬という感情も持っていない程朴訥とした人物。退職勧奨の面接を受けて、はっきりとした答えが出せなかったが、勤務態度が最悪な派遣社員の田中からアドバイスを受けたことで吹っ切れ、退職を決意する。退職後は適当に就職活動をしながら、気楽な生活を送っている。

#### 借金取りの王子
フレンド株式会社
消費者金融業界最大手。業績は好調なのだが、対外的には強引な貸し付けや暴力的な貸付金の回収などで問題がある上、社内においても経費の使い込みや不倫などが横行するなど、モラルは最低の会社であるため、風紀を引き締める意味合いも込めて自主退職面接を実施することになる。
三浦宏明
30歳。渋谷一号店店長。年収は1200万円以上。慶應義塾大学経済学部卒。新卒でフレンドに入社し、勤務態度も真面目で営業成績も上々だったが、最近では営業成績を落としており、本部での評価も下がっている。自分の父親がかつて借金の保証人となり極貧生活を送った経験と、大企業が相変わらず年功序列の給与体系であることに反感を覚え、フレンドに入社した。容姿も非常に良く、初めて配属された支店で「王子」という愛称を得る。その容姿故女性客（風俗嬢）の受けは良く、そういった客からの貸付金と回収率も高かった。部下からの評価も高く、好かれている。だが、会社の上層部としては守りに入った態度が評価されていない。既婚者で結婚相手は元上司の池口。結婚後は辛いことがあっても、池口には本当のことを言わなかったが、池口は三浦の会社の内情を知っていた。
池口美佐子
三浦が初めて配属された支店の店長。中学校時代は不良として鳴らし、高校は定時制の高校に進学し、レディースを結成し、警察の世話になったこともある。17歳でフレンドに入社した。三浦とは何から何まで正反対の経歴と性格の持ち主である。その経歴故に気が強く、ガラは悪いものの、決して部下に八つ当たりはせず、面倒見の良い上司だった。順調に出世していたが、ストレスから退社。退社後は自動車メーカーN社の販社で営業職として勤務し、こちらでもメキメキと頭角を現し、月収は概ね100万円（歩合制）をマークする。そして、金に目途が立ったことから三浦と結婚した。

#### 山里の娘
ホテル常盤屋・岩室荘
岩室温泉にある、常盤クラウンズホテル株式会社の子会社。常盤屋の経営状態は良好であるものの、グループ会社の赤字ホテル閉鎖の受け皿となり、その煽りを受けて、常盤屋が人員削減をすることになった。ただ、これまでの人員削減とは多少趣が異なり、積極的な人員削減ではなく、好条件で希望退職に応じる人員を募集するというものであった。
窪田秋子
25歳（作中時点。昭和57年生まれ）で、高校卒業以来常盤屋に務めている。真介の面接を受け、これまでの人生を振り返り、思い悩む。これまで決断という決断が非常に苦手で、何かを決断するのに非常に迷い、そして後悔することもしばしばだった。勤務先の特性上土・日は休みを取れず、自然と高校時代の友人とも疎遠となり、付き合いも狭まっていき、知らぬ間に中堅社員の立ち位置に収まっていた。高校時代の東京在住の友人から常日頃「東京に出てこないか」と誘われ、東京に出ようか迷っていた。そんな時プライベートの時間を過ごしている真介とばったり会い、真介と話した末、やはり故郷にとどまることを決意する。

#### 人にやさしく
このエピソードでは従来の人員削減を取り扱っていない。真介の勤める会社・日本ヒューマンリアクトは人員整理の面接だけでなく、最近では人材派遣業も行うようになった。陽子が勤めている関東建材業協会では事務補助員が不足しており、派遣会社より社員を派遣してもらっているのだが、いまいち社員の質が良くないと感じており、陽子は真介の会社に人材派遣を依頼する。だが真介が派遣してきたスタッフの面接をすると、仕事は無難にこなしそうだが、能動的にこなすタイプではなさそうであること、陽子からするとお世辞にも気が合わないと感じ、不採用にしようと考える。そして真介に「なぜあんな社員を派遣に寄こそうとしたのか」とクレームを付けたが、真介は「もし陽子と同じタイプの性格の人間を派遣すると、衝突することが目に見えている」と諭し、敢えて性格が正反対のスタッフを派遣したと説明。陽子は真介の意見に納得し、派遣したスタッフを採用することを決意する。

### 第3巻「張り込み姫」

#### ビューティフル・ドリーマー
シュア・イースト・ジャパン
1978年創業。『シュア』の通称で知られる。英会話学校を運営しており業界三位。売上高は130億円で従業員は450名。かつては『駅前留学』というCMで一世を風靡したが、少子化の影響、所得水準の低下、インターネット環境の充実による容易な国際交流が実現したため、次第に英会話業界自体が下火になっていた。そして授業料の返還訴訟などに始まる様々な不祥事がとどめを刺し、とうとう会社更生法を申請するに至る。社内は若い社員が多く、それも半数が中途入社組でかつ講師という職業柄上、人間関係は希薄であり、給料も安いため社内ではリストラについて悲観的にならず冷淡に受け止めている。
武田優子
28歳。埼玉県深谷市生まれ。東京女子大学文理学部に進学し、卒業後はスイスにあるホテルの専門学校に留学する。一年間の留学を経て、帰国後はホテル・ニューオークニに就職するも、理想と現実のギャップにショックを受けて、わずか半年で退職してしまう。その後一年間のブランクを経て、シュアに就職した。講師としての評価は高く、生徒からの受けも良い。両親との仲は円満で、これまでの進路については家計面でも全面的にサポートを受け、猛烈に反対されたことはない。しかしそれが原因で主体性を持った行動をとれず、妹からは「ふらつき過ぎ」と批判的な意見を言われる。退職勧奨の面接を受けて、どうすべきか決めかねていたが、父親から「色んな仕事をして、満足いく仕事を見つければいい」という助言を受けて、退職を決意する。

#### やどかりの人生
株式会社日本ツーリスト
通称『ニッツリ』。東証一部上場の大手旅行代理店で業界二位。資本金は78億8000万。10年前は売上高890億円をマークし、8500人もの従業員が在籍していたが、現在では売上高は580億円前後、社員数は5800人にまで低迷している。社内での待遇は非常に悪く、薄給で激務とされている。作中によると、33歳独身社員のボーナスが手取りで年26万、月給も同じく手取りで21万、時給換算で858円という薄給。勤務時間は朝8時半出社、夜9時以降退社とされ、サービス残業や休日出勤も当たり前という勤務体系である。このような状況であるため、退職勧奨の面接を実施しても面接対象者はあまり大事には構えず、むしろ好条件で退職できることを嬉々と受け入れている節がある。
古屋陽太郎
33歳。熊本県天草市生まれ。九州大学文学部卒。新卒で大手広告代理店の『電博堂』に入社するも、わずか二年で退職し、一年間の空白期間を経て、『太陽製紙』に入社。しかしこれもわずか半年で退職し、現在に至る。ニッツリ入社時の面接では自信過剰な発言や不遜な態度を見せるなど、かなり風変わりな人物。真介との面接でも、「今の会社は安月給だ」などと発言していた。仕事の面では本来的には有能で、入社当時こそ上司からの評価は高かったが、それも間もなく勤務態度の悪さとやる気のなさにより、不快感と失望に置き換わっていった。全くつかみどころのない人物であったが、実際には文学青年で、仕事の合間に著名な文学賞に応募しており、大賞を受賞したのをきっかけに作家として生きていくことを決意する。

#### みんなの力
株式会社首都圏マスダ
マスダ自動車の販社。店舗の統廃合により人員削減を余儀なくされる。
宅間幹夫
33歳。工業高校卒業後、自動車整備士として入社し、同期では最も早く一級整備士の資格を得る。最優秀メカニックとしてこれまで4度も表彰されている。仕事ぶりは非常に丁寧で、宅間自身に個人的に客がつくほど客からの信頼は篤く、後輩の整備士からも尊敬されている。だが、上司からは仕事の丁寧さは評価されているものの、効率性の面では客との打ち合わせ時間が長すぎるなどの理由で評価されていない。退職勧奨の面接を受けて、迷いに迷い退職を決意。退職後の身の振り方についてはどうするか考えていなかったが、宅間のかつての客が、宅間にあらゆる支援を施してくれたおかげでチューニングショップを立ち上げる。

#### 張り込み姫
真潮社
1901年創業。社員数は400名ほど。文芸と時事評論に定評のある出版社だが、一方で社内外からは全く異質とも言える写真週刊誌『faces（フェイシズ）』も取り扱っている。
フェイシズ
真潮社の写真週刊誌。かつては販売部数200万部を超えていたが、現在では発行部数21万部程度まで落ち込んでいる。編集部員も90名程度いたのが、現在は40名（うち契約社員とアルバイトが20名）になっている。リストラ対象の人数は20名ほどで、異動措置を施すだけで済む人数規模ではあるが、真潮社内ではフェイシズは異端中の異端であるため白眼視されており、フェイシズの編集部員は異動後はカラーが合わなかったりで退職したり伸び悩むという傾向が見られる。そのため、異動ではなく退職勧奨という措置が取られることとなった。
日野恵
山形県新庄市生まれ。通称「姫」。元々は「ヒメグ」と呼ばれていたのだが、省略され「姫」と呼ばれるようになった。東京大学文三に入学し、日本文学史を専攻。新卒で真潮社に入社後、フェイシズ編集部に配属される。仕事ぶりはとにかく粘り強く、狙った獲物（芸能人のスクープ）は逃がさないというタイプで、写真週刊誌の人材としてはまさにうってつけと評価されている。一方で、職業柄勤務時間が長い上に不規則な生活を強いられ、社会人になってからは恋人は一人もできなかった。文芸部門への異動の話もあったが、仕事の意味を考え、リストラ面接官の真介にまでその意味を問い、熟慮の末、退職を決意する。その後、かつての職場の上司の口利きで大手出版社K社の契約社員になる。

### 第4巻 「勝ち逃げの女王（永遠のディーバ）」

#### 勝ち逃げの女王
オール・ジャパン・エアウェイズ
日本を代表するフラッグキャリア。通称『AJA』。従業員は1万8000人、資本金は8000億円、売上高は1兆4000億円。しかし純利益は1000億円の赤字という体たらくで、会社更生法を申請した。会社の経営状態を鑑みて希望退職を募り、応募人数1500人に対して2000人もの社員が応募したが、「退職を全て受け入れると飛行に支障が出る」として、通常の逆パターンの面接（退職を思いとどまらせる）が行われることとなる。面接官はそれぞれ職種ごとに割り当てられ、真介はキャビンアテンダントの面接を担当することとなった。
キャビンアテンダント
真介が面接を担当した職種。退職を決めているCAを引き留めるために、真介は年収こそ会社更生法申請により300万円台後半から400万円台前半まで減額されたが、それでも一般OLとしては高い方であること、社会的地位の高さ、そして職業上海外の様々な国に行けるということをアピールポイントとして面接をすることにした。
浅野貴和子
42歳。千葉県浦安市生まれ。大学は早慶に次ぐ二番手グループの私立大学を卒業。大手総合商社に一般職として入社し、その後中途採用でAJAに転職した。28歳でIT企業の取締役と結婚し、30歳で一子、32歳で二子を授かる。夫はその後常務取締役に昇進し、金銭面など生活面では全く不自由がないため、退職を一度は受け入れていたが、会社側としてはベテランで必要なCAであるため引き留め対象となる。貴和子本人は家庭に入るべきとも考えているが、一方で子供が苦手で、家庭に入りたくないとも考えている。このような悩みにより、友人からは「贅沢な悩み」「勝ち組」と揶揄されるなど、良く思われていない。CAになってからの辛い思い出や楽しい思い出が去来し、退職すべきかどうか悩んだが、結局は退職という『勝ち逃げ』の選択肢を取ることを決意する。

#### ノー・エクスキューズ
このエピソードは、真介の上司であり社長でもある高橋が、過去に退職勧奨の面接をした社員との飲み会を開いたエピソードとなっている。
山三証券
日本の三大証券会社の一つ。かつては『法人の山三』と異名をとり、名門証券会社と謳われていたが、長期不況や粉飾決算などが明るみに出て、アメリカ資本の投資銀行『アトラックス・ジャパン証券』に吸収合併された。社風は他の証券会社と比べ、かなりのんびりしていて、新入社員もそれに倣ってか、新人の営業研修をサボってもお咎めがない。
小平と佐竹
山三証券の元社員であり、同期。いずれも団塊世代。山三証券に入社したのは、就職活動に勤しむのが遅れ、選択肢が限られたことと、会社説明会にコーヒーが出たのに誠意を感じたのがきっかけ。新人研修時代は徹底的にサボっていたが、営業マン時代はトップレベルの成績を残していた。山三が経営破綻し、リストラの対象となったことで退職。退職する際も特別悲観的な気持ちにはならなかったようで、前向きと言うよりは達観した態度で受け入れていた。

#### 永遠のディーバ
株式会社ハヤマ
世界を代表する日本の楽器メーカーで、東証一部に上場している。1886年創業、資本金は300億円、売上高は3000億円、従業員は約2万人。関連子会社に『ハヤマ発動機』があり、バイクや漁船なども取り扱っていて、本家のハヤマよりも遥かに規模が大きい。少子化の影響もあり、教育楽器事業部門と管弦打楽器事業部門の二部門の採算が合わなくなったため、リストラを行うこととなった。リストラ内容は子会社のハヤマ発動機・電気バイク事業部門への転籍か退職かを迫るというもの。リストラの対象となる年代はいわゆるバブル期の入社組で、しかも当時は一芸入試が実施されていた世代である。通常の入社試験を経ていないため、どうにも能力にばらつきがある世代とされている。子会社への転籍という処遇が設けられているが、子会社の方が業績好調な上に規模も大きいということもあり、面接対象者には困惑した態度は見られるものの悲観的な様子は見られない。
飯塚正樹
46歳。管弦打事業部第三課課長。東京都杉並区生まれでA山学院大学卒業後、一芸入試でハヤマに入社した。大学時代にバンドを組んでおり、ハヤマ主催のコンクールで準優勝を果たしている。既婚ではあるが、子供はおらず共働き。部下からの評価としては、基本的には高く評価されているものの、目標達成意欲は低いとされている。妻は働いている上に子供もいないため、退職しても良いと考える一方で、かつては本気で音楽に取り組んでいたこともあって、このまま会社に残りたいと気持ちが揺れ動く。だが面接の際、真介から真介がかつてはプロライダーであったが挫折したこと、通っているバーの店主もかつてはU15の代表であったが他選手のレベルの高さを目の当たりにして挫折したことを聞かされ、自身も音楽の分野でプロを目指していたが挫折したことを思い起こす。挫折のきっかけとなった龍造寺みすづをインターネットで調べ、彼女を復活させられないかと思い立ち、子会社のレコード会社『ハヤマRCエンタテイメント』への転籍を直談判する。
龍造寺みすづ
飯塚のバンドと同じコンクールに出場していた。その時は飯塚を差し置いて圧倒的な歌唱力で優勝に輝いている。1966年生まれ、R&Bやゴスペルが得意分野。1980年代後半に一世を風靡したが、その後は人気は徐々に下火になり、アルバムは1998年、シングルは2002年を最後に発売されなくなり、その後から現在（作中時点で）はライブ活動が中心になっている。作中ではWikipediaに記事が単独立項されていたり、YouTubeにも動画がアップロードされているなど、一定の知名度を持っている。

#### リヴ・フォー・トゥデイ
ベニーズ
巨大外食産業『ハイラーク』がチェーン展開している外食店。1990年代初頭こそ外食チェーンは隆盛を誇っていたが、バブル崩壊以降は低迷を迎えていた。ハイラークがチェーン展開している外食チェーンには低価格路線や高級路線など様々な路線があるが、このベニーズについては「美味くも無ければまずくも無く、高くもなければ安くもないチェーン」で、位置づけが微妙な存在だった。かつてはハイラークグループの稼ぎ頭だったものの、低迷を迎え全店舗廃業という措置が取られることになる。
森山透（すぐる）
1976年生まれ。名門進学校を経て、早稲田大学政治経済学部に現役合格。高校一年時から外食産業でアルバイトをし、高校二年の時にはアルバイトながら店長にまで昇格している。アルバイトに相当力を入れていたが、先述のように学業は優秀で、生徒会長も務めていた。大学入学後はより一層アルバイトに精を出すようになり、かけ持ちをしていた。大学は八年かけて卒業し、そのままベニーズに入社。入社後もとんとん拍子に出世し、30歳で本部次長にまで昇格する。リーマン・ショック後は自ら現場に出ることを申し出て、現在に至。ハイラークの他チェーンへの転籍は気が進まず、退職を決意する。バス好きが高じて、大型二種免許を大学時代に取得している。この大型二種免許が縁で、高校時代の先輩から損保会社の重車輌部門のコールセンター長にならないかと誘いを受ける。容姿は実年齢35歳に対して10代と言っても通用するくらいの童顔で、中性的な顔立ちをしている。声も変声期を経ていない子供のような声とされている。真介との面接時にはパレートの法則を引き合いに出すなど、学歴にたがわない教養の高さをうかがわせている。幼少期は父親と一緒に都バスで散策に出かけており、受験勉強に熱心な母親とは折りが悪かった。

## 主要登場人物
村上真介
本作の主人公。年収は750万。リストラ専門会社『日本ヒューマンリアクト』の有能社員。用意周到かつ冷徹な面接手法で、リストラ候補者を希望退職に追い込む。自身も二輪レーサーを目指していたが、才能がないと言われて自暴自棄になっていた時に、今の会社の社長に拾われた過去を持つ。熟女マニア。生年は1976年か1977年生まれ。
芹沢陽子
建設会社『森松ハウス』に勤務していたが、後に退職し、引き抜きを受けて、森松ハウスが加盟している同業種団体『関東建材業協会』事務局長に就任する。年収は事務局長時で1000万年齢は、真介より8歳年上。作中では最初のエピソード『怒り狂う女』で登場し、真介による退職勧奨の面接を受ける。陽子自身は勤務態度や勤務成績については問題はなかったものの、目標退職者数の関係で退職者の対象に挙がっていた。最初は真介のことを毛嫌いしていたが、次第に彼を意識するようになっていく。
高橋栄一郎
日本ヒューマンリアクトの代表取締役。登場以来全くつかみどころのない人物で、経歴も不詳だったが、「ノー・エクスキューズ」で詳細が明かされた。大学卒業後、4年間の商社勤務を経て、実家の会社を継ぐことにしたが、まもなく倒産し、青年海外協力隊に参加。ホンジュラスを皮切りに様々な国を転々とした後、一旦はアメリカに落ち着き、投資銀行『アトラックス』に入行。アトラックス証券に出向し、山三証券の人事面接を担当する。その後はアトラックス証券を退職し、日本ヒューマンリアクトを創業、同社代表取締役社長を務めている。
川田美代子
派遣社員で真介の業務補助を務めている。容姿については真介や被面接者の評価を総合すると、概ね美人という意見で一致している。外見は派手目で、「ゴージャス系」「白痴系美人」「水商売風」などと形容されている。業務については淡々とこなし、特に落ち度もない。性格面はのんびりしている描写がなされている。

## コミカライズ
平成20年7月1日号 - 平成21年1月20日号に、実業之日本社の漫画雑誌『漫画サンデー』に笠原倫の漫画で連載された。全2巻。
- 2008年12月25日発売、ISBN 978-4-40-817161-6
- 2009年4月27日発売、ISBN 978-4-40-817175-3

## テレビドラマ
2010年1月16日から2月27日まで、坂口憲二主演でNHKの土曜ドラマで放送された。全6話。

### 放送時間
※ここでの時刻表記は、日本時間とする。
- 総合テレビ 21:00 - 21:54（本放送）
- BSハイビジョン 18:00 - 18:54（先行放送）

### キャスト
- 村上真介：坂口憲二
- 芹沢陽子：田中美佐子
- 芹沢泰子：須藤理彩
- 山下隆志：北村有起哉
- 川田美代子：吉田桂子
- ミッキー（三木）：越村友一
- 順子：麻生祐未
- 平山和明：村田雄浩
- 石綿博：前田吟
- 高橋栄一郎：堺正章

第1話
- 和久井：小磯勝弥 （-3話）
- 人事部長：谷本一 （-3話）
- 販売推進部長：須永慶 （-3話）
- 社長：伊藤延広 （-3話）
- 得意先社長：田口主将
- 村上を殴る男：徳井優
- 重役：石山雄大
- 会社OL：中野めぐみ（-2話）
- 老婦：森康子

第2話
- 大西社長：伊武雅刀
- 黒川プロデューサー：中村育二
- 石井プロデューサー：田中哲司
- ：山崎大輔
- 久保田利伸：久保田利伸

第3話
- 倉橋なぎさ：内山理名
- 鳴沢健太郎：袴田吉彦
- 毛塚早苗：阿知波悟美
- 外商部課長：菅原大吉

第4話
- 池田昌男：青木崇高
- 池田彰子：遠藤久美子
- 企業調査部課長：中根徹
- 企業調査部部長：永田耕一
- 為替電信部部長：並樹史朗
- ラーメン屋店主：福井博章（-5話）
- 刑事：野元学二

第5話
- 緒方紀夫：山崎樹範
- 芹沢高久：山本學
- 芹沢朋子：加賀まりこ
TBSのドラマ『うちの子にかぎって…』に同名の人物が登場するが、無関係。
- 相川幸三：夏八木勲（-6話）

第6話
- 大橋光宏：長谷川初範
- 白井：野波麻帆
- ミッキー（三木）の父：鈴木正幸
- ミッキー（三木）の母：大島蓉子

### スタッフ
- 脚本：宅間孝行
- 音楽：松本晃彦
- 主題歌：久保田利伸 「Tomorrow Waltz」
- 撮影協力：神奈川県川崎市
- 法律監修：神田安積
- 制作統括：屋敷陽太郎
- 演出：岡田健、榎戸崇泰

### 放送日程
| 各話                                            | 放送日        | サブタイトル | 演出     | 視聴率 |
| ----------------------------------------------- | ------------- | ------------ | -------- | ------ |
| 第1話                                           | 2010年1月16日 | 怒る女       | 岡田健   | 6.8%   |
| 第2話                                           | 2010年1月23日 | 去り行く者   | 榎戸崇泰 | 5.7%   |
| 第3話                                           | 2010年1月30日 | 二億円の女   | 榎戸崇泰 | 5.6%   |
| 第4話                                           | 2010年2月6日  | 旧友         | 岡田健   | 7.5%   |
| 第5話                                           | 2010年2月20日 | オモチャの男 | 榎戸崇泰 | 6.3%   |
| 最終回                                          | 2010年2月27日 | 人にやさしく | 岡田健   | 5.9%   |
| 平均視聴率 6.3%（ビデオリサーチ調べ・関東地区） |               |              |          |        |

- 2010年2月13日は「バンクーバーオリンピック」放送のため休止。

| NHK 土曜ドラマ                       | NHK 土曜ドラマ                               | NHK 土曜ドラマ                                   |
| 前番組                               | 番組名                                       | 次番組                                           |
| ------------------------------------ | -------------------------------------------- | ------------------------------------------------ |
| 外事警察 （2009.11.14 - 2009.12.19） | 君たちに明日はない （2010.1.16 - 2010.2.27） | チェイス〜国税査察官〜 （2010.4.17 - 2010.5.22） |